# Фонтана, Изабели
Изабели Фонтана (порт. Isabeli Bergossi Fontana, род. 4 июля 1983, Куритиба, Бразилия) — бразильская супермодель, модель Victoria's Secret.

## Биография
Изабели родилась 4 июля 1983 года в городе Куритиба, Парана, Бразилия.
В 1996 году, в возрасте 13 лет Изабели вышла в финал престижного международного конкурса Elite Model Look, и, заключив контракт, в 1997 году переехала из Южной Бразилии в Милан, Италия, начав модельную карьеру.

## Карьера
Изабели впервые появилась на страницах каталога компании Victoria’s Secret в 1999 году в возрасте 16 лет. Это событие вызвало неоднозначную реакцию, так как ранее руководство компании заявляло, что не подписывает контракты с моделями моложе 21 года.
В 2004 году Изабели стала «лицом» фирмы Hermès, фотосъёмку для рекламной кампании провёл легендарный фотограф Ричард Аведон, а Дэвид Симс сфотографировал её вместе с Джеммой Ворд и Лией Кебеде для Balenciaga.
В том же году Фонтана представила новый аромат Versace Crystal Noir и появилась на обложке сентябрьского выпуска журнала Vogue USA вместе с Натальей Водяновой, Жизель Бюндхен, Дарьей Вербовой, Карен Элсон, Джеммой Ворд, Ханой Сукуповой, Каролиной Курковой и Лией Кебеде. Издание провозгласило их новым поколением супермоделей.
Изабели сотрудничала с такими брендами, как Balenciaga, Chanel, Emilio Pucci, Giorgio Armani, Helena Rubinstein, Hermès, Hugo Boss, La Perla, Max Mara, Miss Sixty, Missoni, Oscar de la Renta, Pepe Jeans, Philips, Ralph Lauren, Revlon, Roberto Cavalli, Tommy Hilfiger, Valentino, Versace и Victoria's Secret.
Только в Бразилии Изабели появилась на обложках более пятидесяти журналов, таких как Marie Claire, Vogue, Harper’s Bazaar, Woman, Cool, ELLE и Allure.
Изабели Фонтана снималась для календаря Pirelli в 2003, 2005 и 2009 годах. С 2003 года периодически участвует в показах Victoria's Secret.
В 2008 году Изабели дебютировала в журнале Forbes в списке 15 самых богатых супермоделей мира на 11-м месте, заработав 3 млн $ за год. В этом же году Изабели пригласили участвовать в рекламе бренда H&M lingerie, в 2009 она в паре с российской моделью Наташей Поли позировала Стивену Мейзелу для Missoni, а Патрик Демаршелье сделал очередную фотосессию с участием Изабели для рекламной кампании Louis Vuitton cruise '2010.

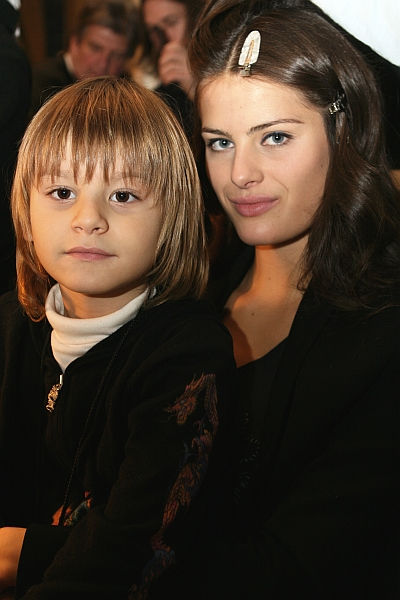
Изабели Фонтана с сыном Зионом

## Личная жизнь
Изабели воспитывает двоих сыновей — Зиона и Лукаса. Её первенец, Зион, появился на свет в 2003 году от брака с моделью Алваро Джакомосси, с которым она развелась в 2004. В конце 2005 года Изабели снова вышла замуж за актёра Генри Кастелли. Их сын Лукас родился в 2006 в Сан-Паулу, однако уже через год последовал развод, и Изабели вместе с детьми переехала в Нью-Йорк.